# Вестерос (хокейний клуб)
«Вестерос» (швед. VIK Västerås Hockey Klubb) — хокейний клуб з м. Вестерос, Швеція. Виступає у другому дивізіоні.

## Історія
Спортивний клуб організовано у 1913 під назвою Вестерос  ІК, де в 1939 році відкрито хокейну секцію. У 1947 році клуб увійшов  до вищого  дивізіону Швеції. У наступні роки команда балансувала  між першої та другою лігами. В 1965 році клуб був фіналістом Кубка Шпенглера. 1980 розформовано «Вестерос» на окремі клуби  (по видам спорту), таким чином  «Вестерос» став хокейним клубом. 1988 вдалося «Вестерос» повернутися до вищого дивізіону, який в даний час відомий під назвою Елітсерії. У червні 2000 року команда була знята з змагань у зв'язку з банкрутством, ліцензія була передана молодіжному клубові «Вестерос IK Юнгдом», яка виступала в третьому дивізіоні.

## Домашня арена
Домашні ігри «Вестерос» проводить на місцевій арені «АББ Арена Норд» (вміщує 5800 глядачів). Арена була побудована в 1965 році і називався до 2007 року «Роклунгаллен».

## Відомі гравці
- Андерс Берглунд
- Патрік Берглунд
- Магнус Ерікссон
- Мікаель Баклунд
- Ерік Ерсберг
- Міхат Фахрутдінов
- Матс Йттер
- Патрік Юлін
- Ніклас Лідстрем
- Пар Мертс
- Петер Попович
- Лейф Рохлін
- Томмі Сало
- Рікард Уоллін
- Олексій Саломатін
- Йоран Шеберг
- Лука Капуті